# Carrozza semipilota

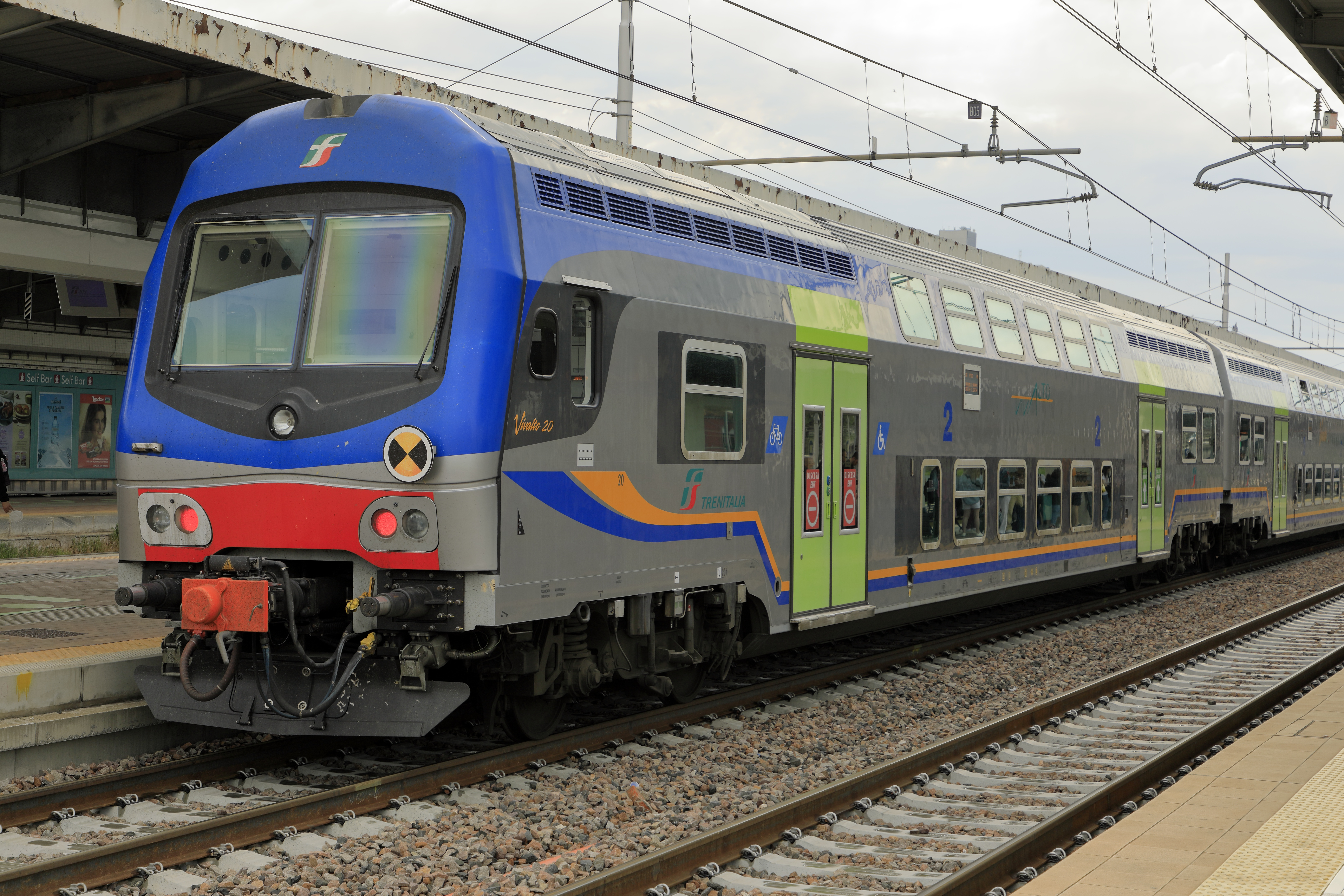
Carrozza semipilota Vivalto in livrea DPR

Le carrozze semipilota sono particolari carrozze ferroviarie per il trasporto di passeggeri, parzialmente diversificate da quelle normali tramite l'aggiunta ad un'estremità di una cabina di guida, la quale permette di comandare a distanza la locomotiva, realizzando così la possibilità del regresso dei treni giunti a destinazione, senza dover eseguire alcuna manovra per riportare la locomotiva in testa al convoglio.
Le carrozze pilota, invece, hanno due cabine di guida e sono utilizzabili senza necessità di giratura in piattaforma quando vengono messe in composizione ai treni. In genere hanno tale configurazione (due cabine di guida) i rimorchi delle automotrici e solo raramente le carrozze ordinarie.
Un convoglio completo risulta quindi composto da una carrozza pilota/semipilota, da carrozze passeggeri e da un locomotore.

## Caratteristiche

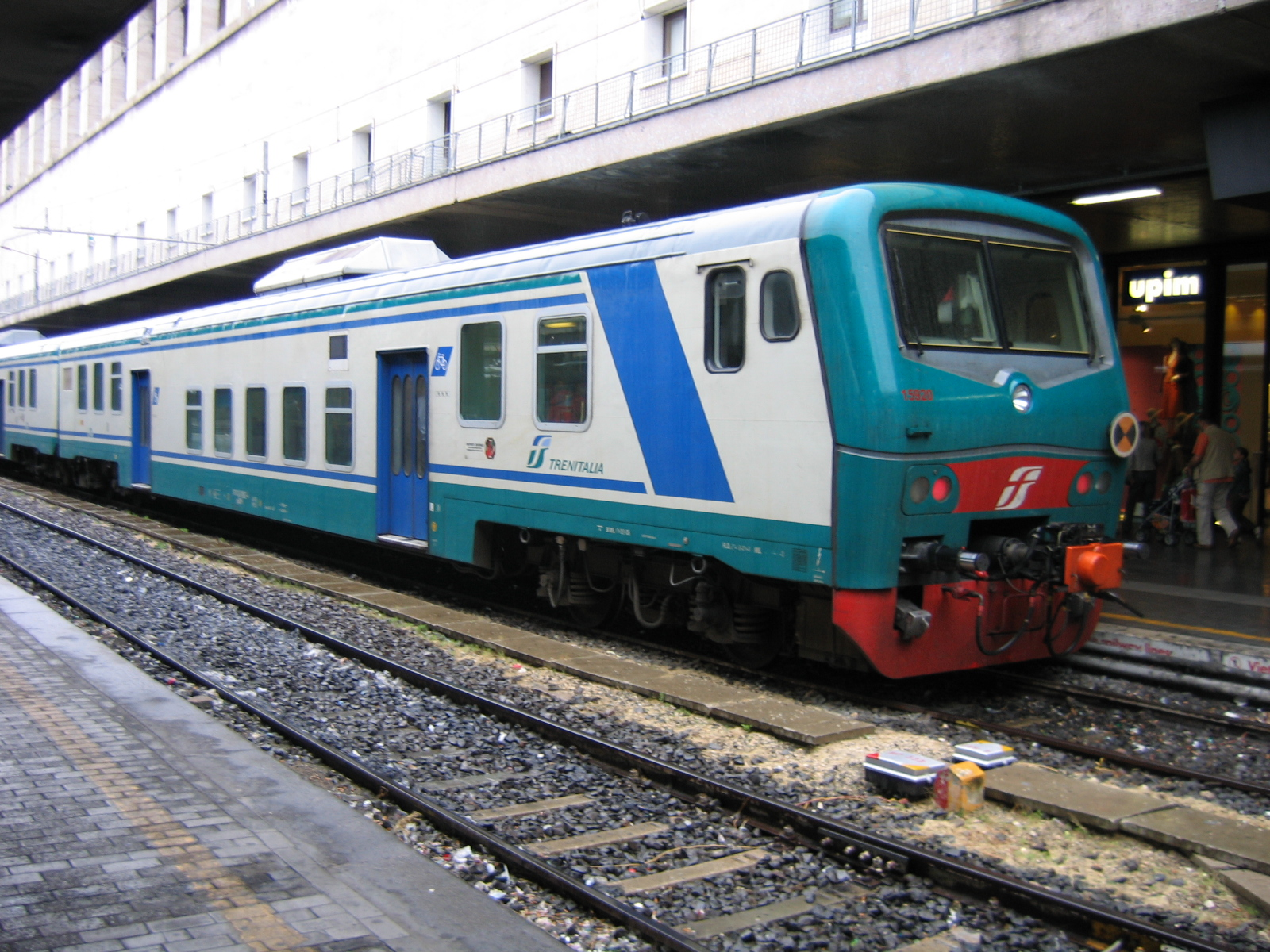
Carrozza piano ribassato semipilota revampizzata, in livrea XMPR

La cabina di guida accoglie un banco di manovra unificato, una postazione macchinista e una postazione arretrata per il secondo agente con funzioni di controllo, più tutta la strumentazione di bordo, alloggiata in uno o più rack, cioè armadi per strumentazione con alloggiamenti di dimensione standardizzata.

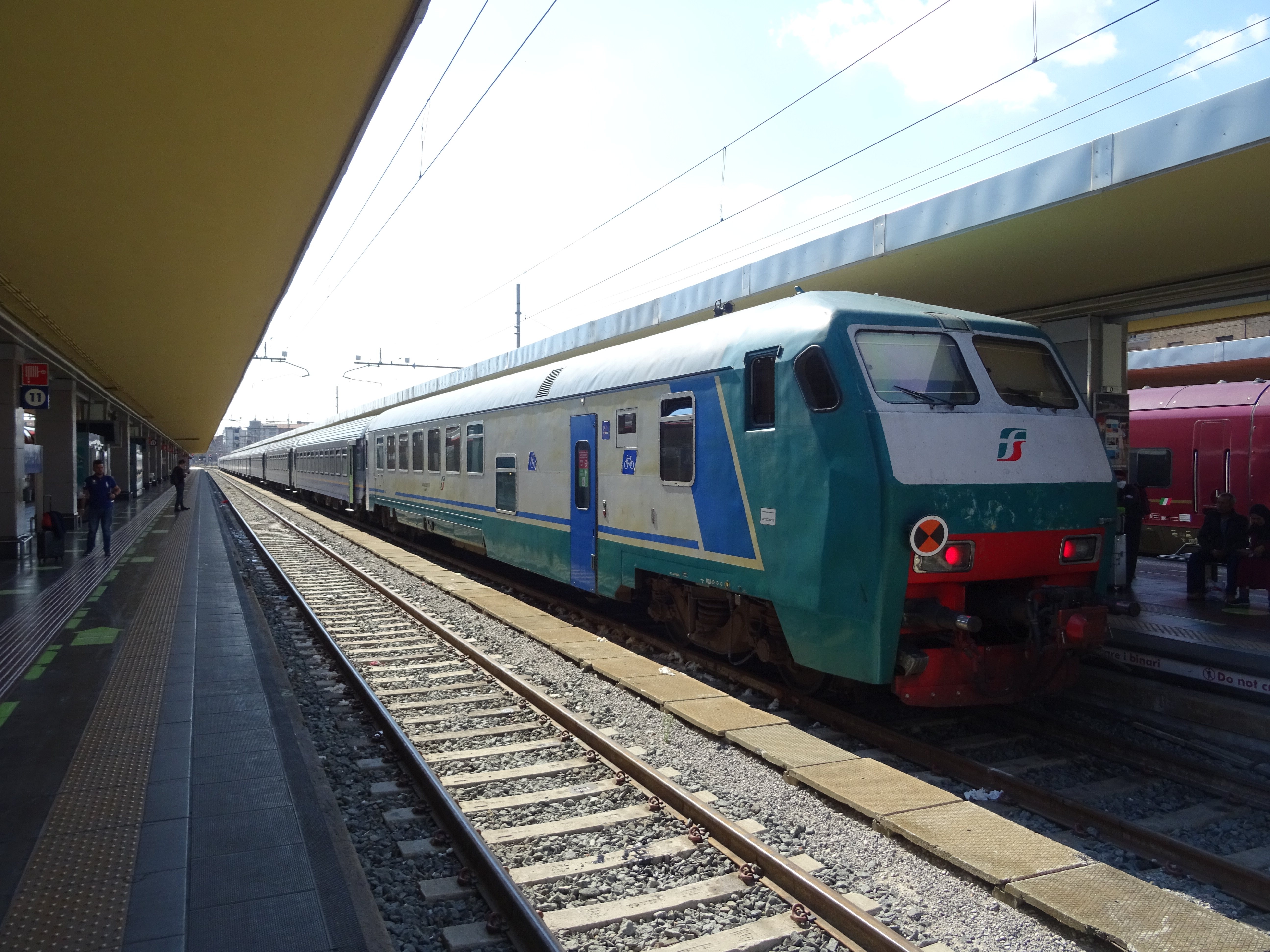
Carrozza semipilota UIC-X per carrozze regionali MDVC/MDVE in livrea XMPR

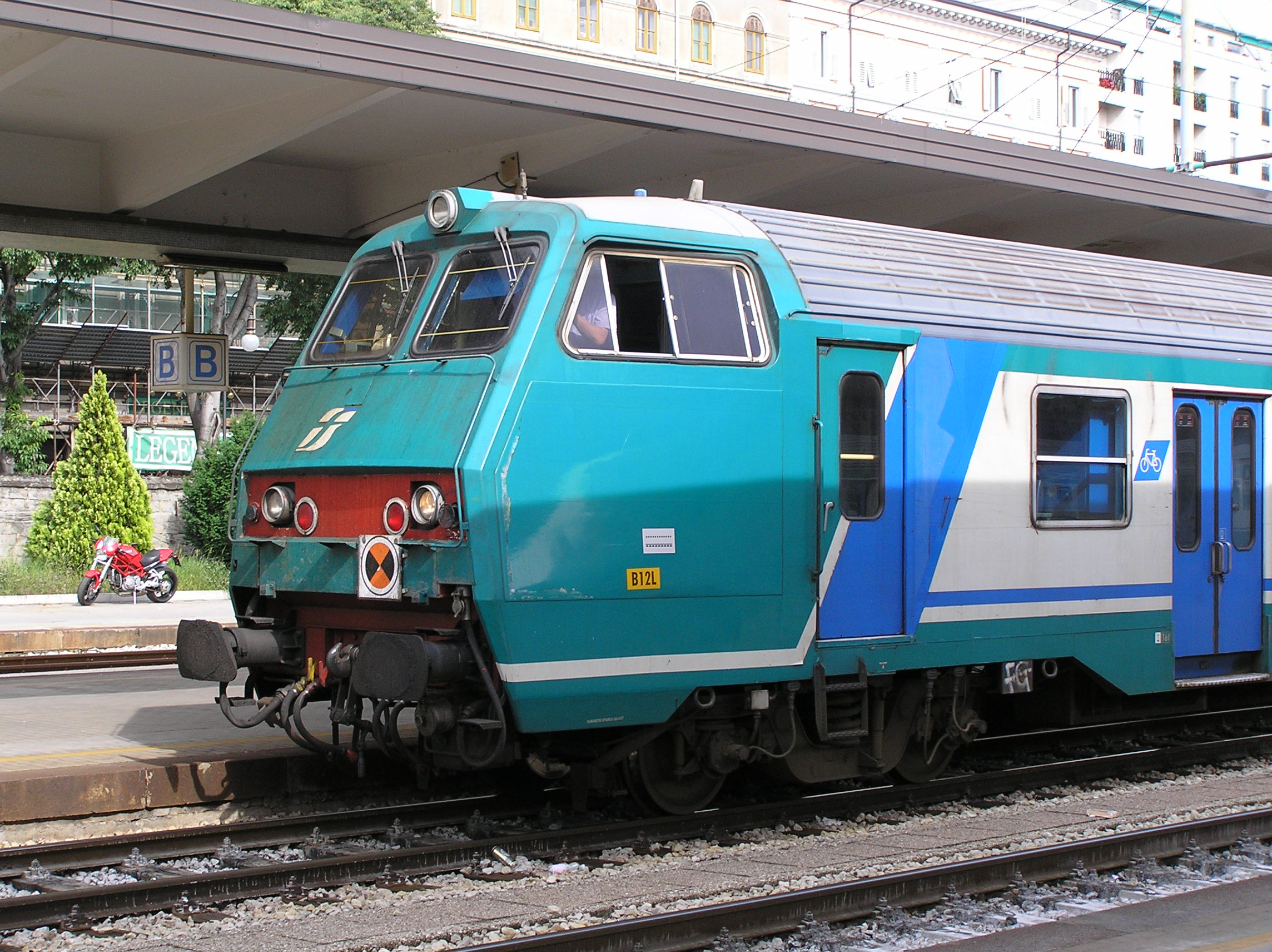
Carrozza semipilota "Mazinga" MDVC per carrozze regionali MDVC/MDVE in livrea XMPR

Sulle semipilota non è presente un motore: i comandi vengono reindirizzati al locomotore attraverso una condotta elettrica, che si estende lungo tutto il treno (cavo a 78 poli, versione più vecchia che invia segnali analogici), o cavi seriali per il telecomando (TCN a 18 poli o TCN* a 13 poli che inviano segnali digitali).
In Italia, le carrozze semipilota per locomotive elettriche sono in genere in grado di telecomandare tutte le macchine del parco FS, siano esse ad avviamento reostatico o ad azionamento elettronico; i comandi e le indicazioni degli strumenti di misura, in alcuni casi, cambiano di significato a seconda della macchina in composizione.
Fanno eccezione a tale regola:
- le semipilota Z1, le quali sono in grado di essere utilizzate soltanto con le E.401, le E.402B, le E.403 e recentemente (2023) anche le E.464;
- le semipilota Vivalto, attualmente utilizzabili solo con le E.464;
- le semipilota specifiche per le automotrici leggere.

Esiste invece un unico modello di carrozza semipilota italiana per locomotive diesel, derivato dalle carrozze tipo MDVC, contrassegnato con la sigla TD (che significa "Trazione Diesel") ed utilizzabile solo con le motrici D.445, che a loro volta sono gli unici locomotori termici delle FS predisposti per il comando a distanza.
L'introduzione delle semipilota, avvenuta in Italia con le carrozze vicinali a piano ribassato, ha permesso di aumentare notevolmente la frequenza dei viaggi effettuati da uno stesso convoglio. Per effettuare un viaggio in senso opposto, con una semipilota in composizione non è più necessario, infatti, instradare il treno su un binario di manovra o spostarne il locomotore: basta reindirizzare i comandi, tramite una procedura detta "cambio banco" (che può essere eseguito in modo tradizionale, disabilitando il locomotore staccandolo dalla rete ad alta tensione e riabilitandolo dalla semipilota e viceversa, oppure si effettua il "cambio banco in parking", procedimento che permette di passare dal locomotore alla semipilota e viceversa senza disalimentare il locomotore e di conseguenza tutti i sistemi ausiliari del convoglio, come il condizionamento o il riscaldamento), per poter manovrare il convoglio dalla cabina guida posta all'altra estremità ed avere così accesso a tutte le funzionalità del locomotore. Quando i comandi vengono impartiti dalla cabina del locomotore esso muove il treno trainandolo, quando invece il treno è guidato dalla semipilota il locomotore muove il treno in spinta.
Una semipilota può essere semplicemente dotata di una piccola cabina con un vetro applicata sull'estremità, come quella originale delle carrozze Vicinali Piano Ribassato, o può avere un musetto differenziato come nel caso delle semipilota per carrozze MDVC e MDVE, o per le carrozze Z1 e carrozze UIC-X.
Spesso l'aspetto estetico della semipilota viene pensato in funzione del locomotore tipicamente usato sul convoglio a cui sarà assegnata, per dare una simmetria estetica al treno: un esempio sono le nuove semipilota delle carrozze Vicinali Piano Ribassato e le semipilota Vivalto, progettate per apparire somiglianti ai locomotori E.464, usati in composizione con le carrozze in questione.
Le carrozze semipilota hanno un numero di posti a sedere minore rispetto alle carrozze normali e vengono in genere utilizzate per i servizi speciali per gli utenti diversamente abili e non deambulanti: quelle di ultima generazione sono dotate di lift automatici per la salita in un vestibolo (eliminando così la necessità del mezzo di sollevamento in stazione) e ospitano due o più attracchi per carrozzelle. Inoltre hanno toilette e corridoi più ampi, per rispettare le diverse normative di accessibilità, e un apposito vano per il trasporto di biciclette.

## Storia
L'uso di carrozze munite di un posto di guida all'estremità si è presto reso necessario già ai tempi della trazione a vapore dato che nel caso di elevato traffico ferroviario suburbano i tempi morti occorrenti per riportare la locomotiva in testa al treno una volta giunto a destinazione risultavano elevati e quindi onerosi sia come impegno delle infrastrutture che come abbattimento della potenzialità della stazione tra sgancio, manovra di regresso, riaggancio della locomotiva e nuova prova del sistema frenante del treno. Data la complessità delle operazioni necessarie per la condotta di una locomotiva a vapore tuttavia tale uso fu ridotto e in ogni caso si trattava solo di tenere, nel posto guida decentrato, la condotta del freno e l'osservanza dei segnali; le comunicazioni tra posto pilota e locomotiva in coda venivano tenute mediante un codice preciso di fischi o più tardi con l'impianto di un citofono di comunicazione.
Con l'avvento della trazione elettrica si rese più semplice adottare un telecomando via cavo di alcune altre funzioni. Un esempio in Italia sono i complessi E.20 realizzati per le linee varesine, e successivamente utilizzati sulla "metropolitana" FS di Napoli.
Intorno agli anni trenta si evidenziò sempre più l'obsolescenza dei suddetti rotabili per cui le FS per sostituirli ordinarono all'industria di costruzioni ferroviarie Ernesto Breda un lotto di elettromotrici in grado di trainare rimorchiate e telecomandabili da rimorchiate pilota; queste, inizialmente dei gruppi E.10 ed E.60, dopo la trasformazione a 3000 volt entrarono a far parte del gruppo E.623.
L'uso di treni reversibili telecomandabili dalla carrozza semipilota di coda si è diffuso ampiamente in Francia negli anni sessanta per le linee dell'area di Parigi, ed in Italia a partire dagli anni settanta.